# جرج الکساندر ویلیام لیث

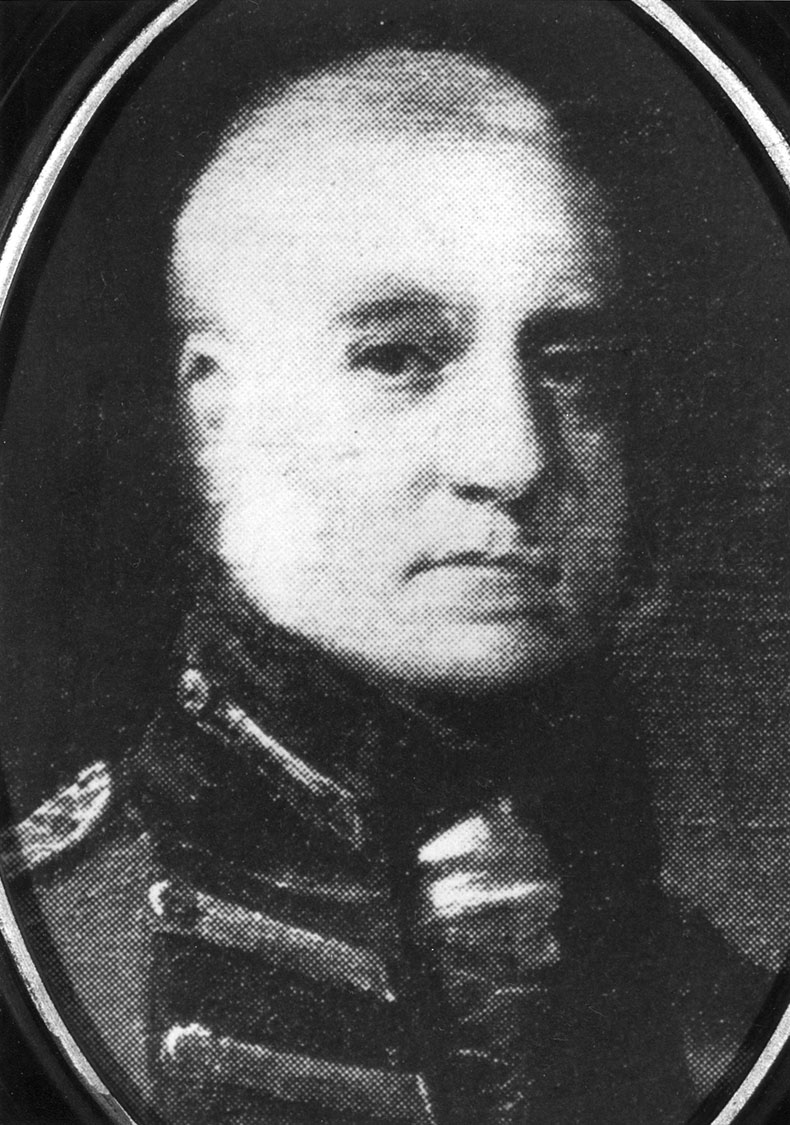
تصویری از سِر جرج الکساندر لیث

سرلشگر سِر جرج الکساندر ویلیام لیث (انگلیسی: George Alexander William Leith) بارونت دوم کی سی بی (زادهٔ ۱۷۶۶- درگذشت ۲۵ ژانویه ۱۸۴۲) اولین نایب‌الحکومه جزیره شاهزاده ولز (جزیره پنانگ) بود که جایگزین جرج کانتر گردید که یک دادرس بود که در پی کناره‌گیری و جدایی آخرین فرماندار، فوربز راس مک دونالد، نقش سرپرستی را بر عهده داشت. لیث از زمان ورودش در سال ۱۸۰۰ تا ۱۸۰۴، در این مقام انجام وظیفه کرد.